# Prins Ludvig av Battenberg
Ludvig Alexander Mountbatten, 1:e markis av Milford Haven (engelska: Louis Alexander Mountbatten), tidigare Prins Ludvig Alexander av Battenberg (tyska: Ludwig Alexander von Battenberg), född 24 maj 1854 i Graz, Kejsardömet Österrike, död 11 september 1921 i London, Storbritannien, var en tysk-brittisk prins, sjöofficer och släkting till den brittiska kungafamiljen. 

## Biografi
Han var son till prins Alexander av Hessen-Darmstadt och dennes morganatiska gemål Julia Haucke och fick liksom modern och syskonen titeln prins av Battenberg. Under första världskriget angliserade han sitt släktnamn till Mountbatten och 1917 fick han den brittiska adelstiteln Markis av Milford Haven.
Efter en karriär i brittiska Royal Navy som varade mer än fyrtio år utsågs han 1912 till förste sjölord, befälhavaren för den brittiska flottan. Med första världskriget överhängande tog han till åtgärder för att förbereda den brittiska flottan för strid, men hans bakgrund som en tysk prins tvingade på hans avgång när kriget började, när antityska känslor var starka.
Drottning Victoria och hennes son kung Edvard VII, som prins av Wales, ingrep ibland i hans karriär—drottningen tyckte att det var "a belief that the Admiralty are afraid of promoting Officers who are Princes on account of the radical attacks of low papers and scurrilous ones". Ludvig välkomnade dock stridsuppdrag som gav möjligheter för honom att förvärva krigskunskaper och att visa sina överordnade att han menade allvar med sin karriär som marinofficer. Posteringar på kungliga jakter och turer arrangerade av drottningen och Edvard hindrade dock hans framsteg, då hans befordringar uppfattades som kungliga ynnestbevis snarare än välförtjänta.

### Familj
Han gifte sig med ett barnbarn till drottning Victoria, Viktoria av Hessen-Darmstadt och de blev föräldrar till bl.a. drottning Louise av Sverige, Alice av Battenberg och amiralen Louis Mountbatten, 1:e earl Mountbatten av Burma, som också tjänstgjorde som förste sjölord mellan 1954 och 1959. Drottning Elizabeth II:s gemål prins Philip (nuvarande kung Charles III:s far), var deras barnbarn, son till dottern Alice.
1. Prinsessan Alice av Grekland och Danmark (1885-1969) gift med Andreas av Grekland och Danmark (1882-1944), separerade 1931.
2. Drottning Louise av Sverige (1889-1965), gift med Gustaf VI Adolf av Sverige.
3. George Mountbatten, 2:e markis av Milford Haven (1892-1938), gift med Nadesha de Torby.
4. Louis Mountbatten, 1:e earl Mountbatten av Burma (1900-1979), gift med lady Edwina Ashley (1901-1960).